# 和田正広
和田 正広（わだ まさひろ、1942年 - ）は日本の東洋史学者、社会思想史家。
元九州国際大学教授。文学博士(九州大学 1996年)。鹿児島県出身。
現代中国文化・思想の研究を日本及び東アジアに於ける国際交流に基づいた同地域の持続した平和と経済発展の可能性を探る研究を続けた。他に熊本大学、西南学院大学、北九州大学、福岡大学、九州大学等でも非常勤講師を務めた。また九州史学会、東洋史研究会、九州華僑・華人研究会代表世話人なども歴任した。

## 略歴
1967年宮崎大学教育学部社会科卒業。1973年九州大学大学院文学研究科博士課程東洋史学単位取得満期退学。同年九大文学部東洋史学研究生。
1980年八幡大学法経学部非常勤講師、1986年助教授、1987年教授。1994年九州国際大学法学部教授。2007年国際センター長。2009年九州国際大学退任。

## 著書
- 『東アジアにおける生産と流通の歴史科学的研究』（共）岡村秀典　中国書店、1993年。
- 『中国官僚制の腐敗構造に関する事例研究』 (単) 九州国際大学社会文化研究所、1995年（修訂本）。
- 『戦前期・門司港と華商海上ネットワークに関する実証的研究』（共）市川信愛　科研報告書、1997年。
- 『中国伝統社会の歴史的特質』（編著）中国書店、1997年。
- 『明清官僚制の研究』　(単) 汲古書院、2002年。
- 『華僑ネットワークと九州』（共）黒木国泰　中国書店、2006年

## 論文
NDL 和田正広>